# Damarvliegenvanger
De damarvliegenvanger (Ficedula henrici) is een zangvogel uit de familie van vliegenvangers (Muscicapidae). Het is een voor uitsterven gevoelige endemische vogelsoort op Damer, een Indonesisch eiland in de Bandazee.

## Kenmerken
De vogel is 12 tot 13 cm lang. Het mannetje is overwegend donker leigrijs gekleurd met een zwarte kop en een duidelijke witte wenkbrauwstreep, die tot op het voorhoofd doorloopt. Sommige vogels hebben een kleine lichte vlek op de keel. De snavel en poten zijn zwart. Het vrouwtje is overwegend olijfkleurig bruin van boven en roestbruin van onder, lichter op de keel. Opvallend is de lichte wenkbrauwstreep die breder wordt en doorloopt tot op het voorhoofd.

## Verspreiding en leefgebied
Deze soort is endemisch op het eiland Damar (Zuid-Molukken). Het leefgebied bestaat uit de ondergroei van tropisch regenwoud in laagland onder de 400 m boven zeeniveau. De vogel foerageert dicht bij de bodem tussen bladeren op rotsige grond. Soms wordt de vogel in tuinen en agrarisch gebied waargenomen, maar deze vliegenvanger mijdt sterk aangetaste bossen.

## Status
De damarvliegenvanger heeft een beperkt verspreidingsgebied en daardoor is de kans op uitsterven aanwezig. De grootte van de populatie werd in 2012 door BirdLife International geschat op 20 tot 50 duizend individuen en de populatie-aantallen nemen af door habitatverlies. Het leefgebied wordt enigszins aangetast door ontbossing waarbij tot nu toe op vrij kleine schaal natuurlijk bos wordt omgezet in gebied voor agrarisch gebruik en menselijke bewoning. De bevolking neemt echter sterk toe op het eiland. Om deze redenen staat deze soort als gevoelig op de Rode Lijst van de IUCN.

## Taxonomie
De vogel werd in 1899 door Ernst Hartert beschreven als Dammeria Henrici als eerbetoon aan de verzamelaar Heinrich Kühn.